# Ferrocarriles de Gorki

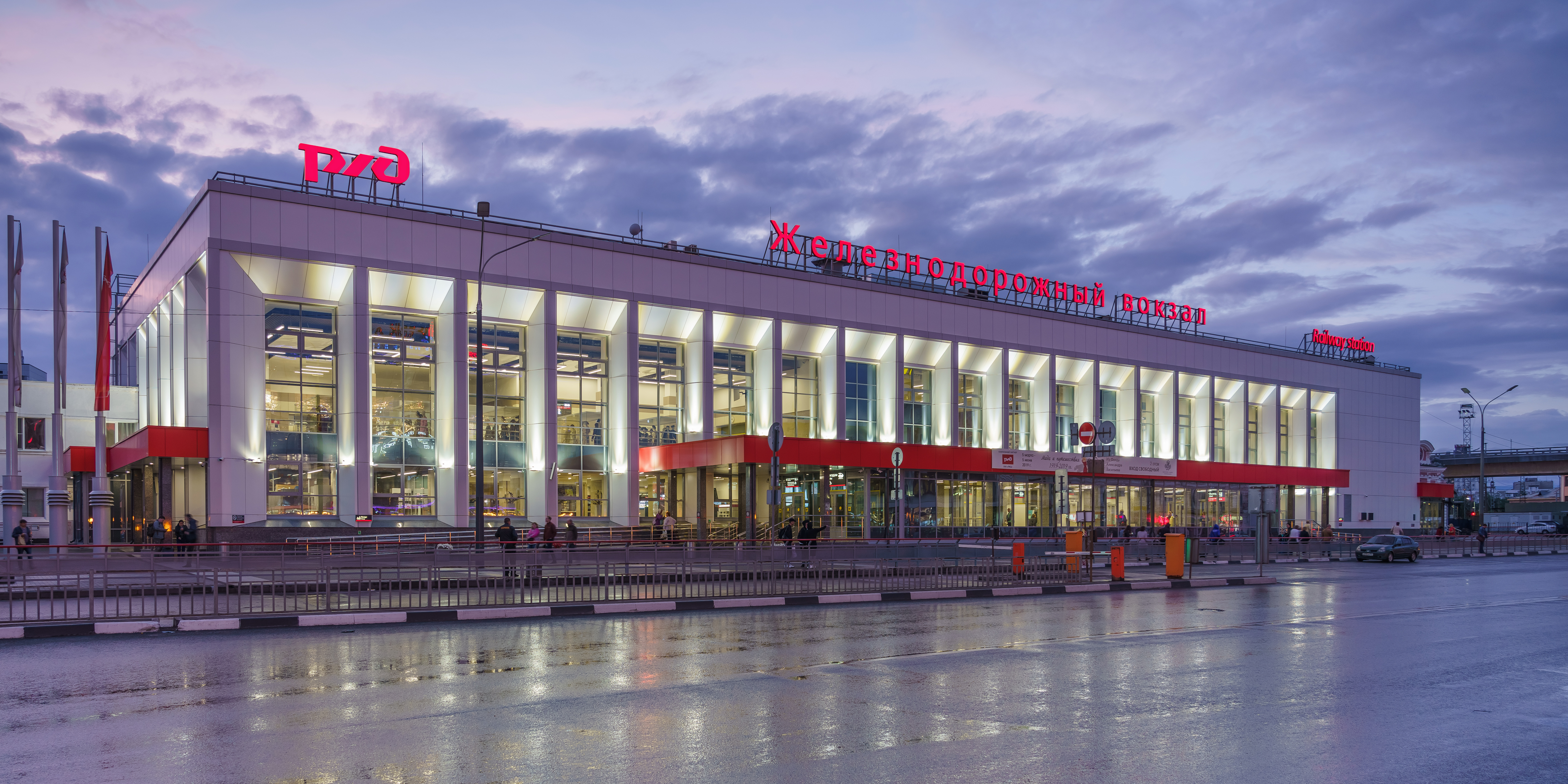
Estación Moscú en Nizhni Nóvgorod

Los Ferrocarriles de Gorki (GZhD) (Горьковская железная дорога en ruso, transl.: Gorkovskskaya Zheleznaya Doroga) es la red subsidiaria de Ferrocarriles Rusos que da servicio a nueve sujetos federales con una extensión de 7.987 km., de los cuales 
La sede central se encuentra en Nizhni Nóvgorod (conocida como Gorki hasta 1990, de ahí el nombre).
Las líneas discurren por las regiones de Nizhni Nóvgorod, Vladímir, Kirov, Riazán, Mordovia, Chuvashia, Udmurtia, Tartaristán y Mari-El.

## Historia
En mayo de 1858 empezaron las obras de la línea Moscú-Vladímir-Nizhni Nóvgorod siendo finalizada cuatro años después. El Gobierno Imperial se hizo con el control de la constructora en 1893. En 1880 fue inaugurado el ferrocarril de Murom. Posteriormente dieron comienzo las obras de la línea Moscú-Kazán cuyo proyecto finalizó en 1912 siendo nacionalizado seis años después con la llegada al poder del Gobierno Soviético.
En 1961 la compañía propietaria del servicio férreo se hizo con la gestión de las líneas, y en 1971 fue galardonada con la Orden de la Bandera Roja del Trabajo. 
En 2010 GZhD pasó a ser la tercera subdivisión de los ferrocarriles rusos en los que operan trenes de alta velocidad (Sapsan).